# Pinnow (Gerswalde)
Pinnow ist ein Ortsteil der Gemeinde Gerswalde im Landkreis Uckermark im Norden von Brandenburg.
Der Ort liegt nordöstlich des Kernortes Gerswalde an der Kreisstraße 7321. Südlich liegt der Pinnower See, südöstlich erstreckt sich das 1990,16 ha große Naturschutzgebiet Eulenberge. Die B 109 verläuft weiter entfernt westlich.

## Orts- und Gutsgeschichte
Ende des 19. Jahrhunderts gab es zwei Güter in Pinnow, das Rittergut, von Holtzendorffer Anteil genannt, Größe 470 ha. Eigentümer waren die Falk`sche Erben, ihnen gehörte auch Brennerei mit Dampfbetrieb. Das parallel bestehende nicht kreistagsfähige Gut, Arnim`scher Anteil, 174 ha, gehörte Familie Callin mit Wohnsitz in Sternhagen. Vor 1900 gelangte das Rittergut in die Hand der Familie Buchwald. Georg Buchwald gehörten vor 1930 654 ha, davon 12 ha Waldbesitz.

## Sehenswürdigkeiten

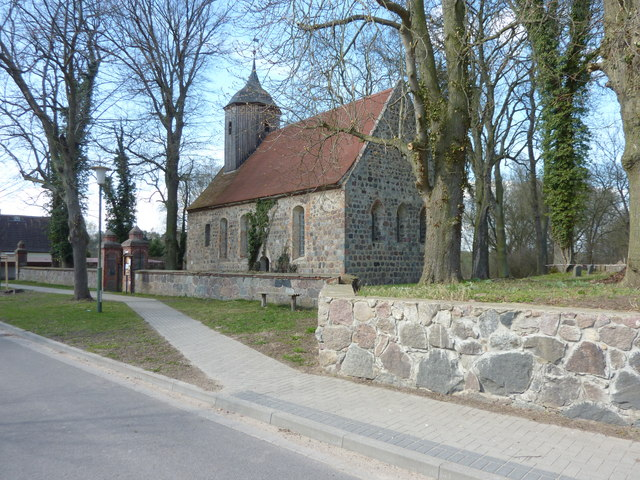
Dorfkirche Pinnow (2010)

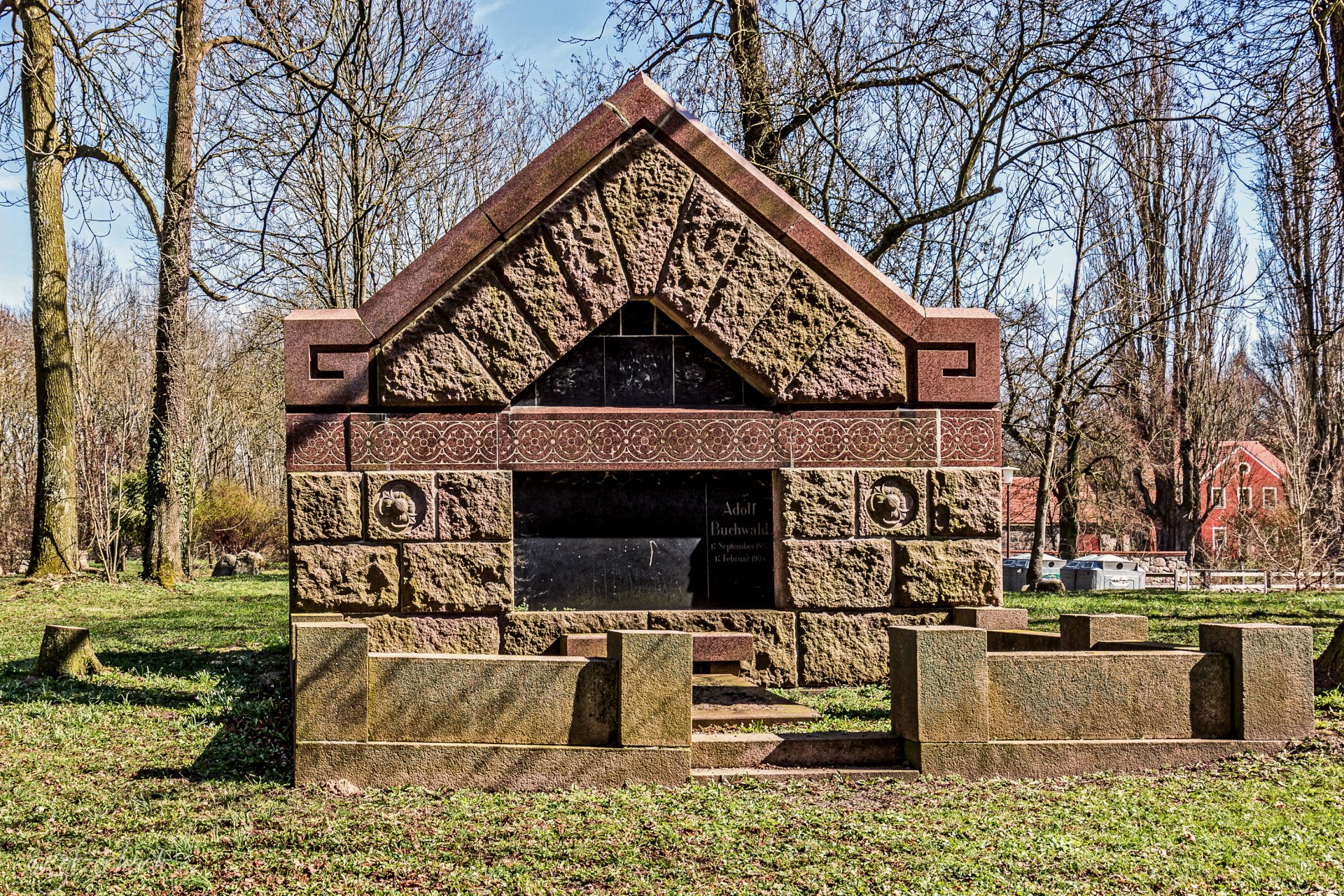
Erbbegräbnis Buchwald

In der Liste der Baudenkmale in Gerswalde ist für Pinnow ein Baudenkmal aufgeführt:
- Die aus der 2. Hälfte des 13. Jahrhunderts stammende Dorfkirche ist eine Saalkirche aus Feldsteinen. Der oktogonale Dachturm stammt aus dem Jahr 1732. Zum Baudenkmal gehört die Kirchhofseinfriedung und das Erbbegräbnis Buchwald.[6]